# Rajd Północnego Słońca 1962
Rajd Północnego Słońca 1962 (13. Svenska Rallyt till Midnattsolen) – 13. edycja rajdu samochodowego Rajd Północnego Słońca rozgrywanego w Szwecji. Rozgrywany był od 12 do 16 czerwca 1962 roku. Była to piąta runda Rajdowych Mistrzostw Europy w roku 1962.

## Klasyfikacja rajdu
| Miejsce                      | Kierowca                     | Pilot                        | Samochód                      | Czas                         | Strata                       |                              |
| Klasyfikacja generalna i ERC | Klasyfikacja generalna i ERC | Klasyfikacja generalna i ERC | Klasyfikacja generalna i ERC  | Klasyfikacja generalna i ERC | Klasyfikacja generalna i ERC | Klasyfikacja generalna i ERC |
| ---------------------------- | ---------------------------- | ---------------------------- | ----------------------------- | ---------------------------- | ---------------------------- | ---------------------------- |
| 1.                           | Bengt Söderström             | Bo Ohlsson                   | BMC Cooper                    | 9:16                         | 0.0                          |                              |
| 2.                           | Harry Bengtsson              | Rolf Dahlgren                | Porsche 356 1600 Super        | 9:31                         | +15                          |                              |
| 3.                           | Erik Carlsson                | Gunnar Häggbom               | Saab 96                       | 10:15                        | +59                          |                              |
| 4.                           | Berndt Jansson               | Erik Pettersson              | Volkswagen Käfer Typ 122 1200 | 10:20                        | +1:04                        |                              |
| 5.                           | Eugen Böhringer              | Peter Lang                   | Mercedes-Benz 220 SEb W111    | 10:58                        | +1:42                        |                              |
| 6.                           | Bertil Söderström            | Rune Ohlsson                 | Volkswagen Käfer Typ 122 1200 | 11:07                        | +1:51                        |                              |
| 7.                           | Gunnar Andersson             | Walter Karlsson              | Volvo PV 544                  | 11:10                        | +1:54                        |                              |
| 8.                           | Evert Christofferson         | Karl-Gustav Andersson        | Volvo PV 544                  | 11:42                        | +2:26                        |                              |
| 9.                           | Sven-Eric Holm               | Tore Kyrk                    | Volkswagen Käfer Typ 122 1200 | 11:43                        | +2:27                        |                              |
| 10.                          | Bertram Englund              | Bernt Jansson                | Volvo PV 544                  | 12:05                        | +2:49                        |                              |